# آنه ماری یونان
آنه ماری یونان (به یونانی: Άννα-Μαρία) (۳۰ اوت ۱۹۴۶) (نام زمان تولد:
شاهدخت آنه ماری دانمارک) بیوه کنستانتین دوم یونان است و از ۱۹۶۴ تا ۱۹۷۳ ملکه این کشور بود.
آنه ماری کوچک‌ترین دختر فردریک نهم دانمارک و همسرش اینگرید سوئد است. به این ترتیب او خواهر کوچک ملکه سابق دانمارک مارگرته دوم و دخترعمه کارل گوستاف شانزدهم سوئد است. او در سال ۱۹۴۶ در زمانی که پدرش ولیعهد دانمارک بود، در کاخ آمالینبورگ کپنهاگ به دنیا آمد.
آنه-ماری در ۱۸ سپتامبر ۱۹۶۴، دو هفته بعد از رسیدن به سن ۱۸ سالگی، با کنستانتین پادشاه یونان ازدواج کرد. او قبل از ازدواج مذهب خود را از لوتریان به ارتدکس یونانی تغییر داد و از حق خود و فرزندانش بر وراثت تاج و تخت دانمارک چشم‌پوشی کرد. آنه ماری و کنستانتین پنج فرزند دارند. در پی یک کودتای نظامی در آوریل ۱۹۶۷، کنستانتین ناچار به قبول تشکیل دولت توسط نظامیان شد. در دسامبر همان سال، کنستانتین تلاش کرد نظامیان را از دولت کنار بزند. اما با شکست این نقشه، شاه و خانواده‌اش ناچار به ترک یونان شدند و از آن زمان تاکنون در خارج از یونان زندگی می‌کنند.